# Gleißhammer
Gleißhammer is een plaats in de Duitse gemeente Neurenberg, deelstaat Beieren.